# Ruínas lusitano-romanas da Boca do Rio
O conjunto das Ruínas lusitano-romanas da Boca do Rio, também conhecido como Villa Romana da Boca do Rio, é um monumento no município de Vila do Bispo, no Distrito de Faro, em Portugal. Consiste num complexo de origem romana que incluía um edifício residencial, um conjunto industrial para a produção de derivados de peixe, e uma zona portuária com um grande pontão. O conjunto foi originalmente ocupado entre os séculos II e V d.C., tendo posteriormente sido construído no mesmo local um armazém da Companhia de Pescas do Algarve. O sítio foi estudado pela primeira vez em 1878 pelo arqueólogo Estácio da Veiga. Foi classificado como Imóvel de Interesse Público em 1977.

## Descrição

### Localização e conservação
As ruínas romanas estão situadas na zona da Boca do Rio, uma baía de pequenas dimensões junto ao Oceano Atlântico, no concelho de Vila do Bispo, no Barlavento Algarvio. A parte industrial das ruínas estava localizada junto a um antigo estuário, onde terminavam as ribeiras de Budens, de Vale de Boi e do Burgau, tendo a desemboucadura do estuário no oceano ficado quase totalmente assoreada, e desviada no sentido nascente. Terá sido esta entrada do estuário que deu a nome de Boca do Rio à zona. Este antigo estuário é alimentado pelas Ribeiras de Budens e Almádena, e tem a sua foz numa praia entre duas grandes elevações rochosas, uma a Leste conhecida como Forte, no qual assenta a Fortaleza de Almádena, e outra a Oeste, conhecida como monte dos Médos, onde estão as ruínas romanas. Este local situa-se entre as localidades de Salema e Burgau.[carece de fontes?]
O sítio arqueológico da Boca do Rio foi classificado como Imóvel de Interesse Público pelo Decreto n.º 129/77, de 29 de Setembro de 1977. Uma das principais ameaças à conservação das ruínas é a erosão costeira, cujo efeito já tinha sido constatado por Estácio da Veiga no século XIX.

### Composição
O sítio arqueológico correspondia a uma pequena povoação do período romano, que poderia ter sido uma villa romana ou um vicus. Devido à reduzida fertilidade dos solos, à sua localização e às estruturas encontradas, a povoação seria principalmente utilizada como uma unidade para a utilização dos recursos marinhos, tanto no oceano como no estuário próximo, e a sua transformação através de um processo de salga. O complexo incluía uma villa e várias estruturas produtivas, como tanques de salga para peixe e marisco, onde era fabricado o garum, um molho à base de peixe muito apreciado durante a civilização romana. Estácio da Veiga encontrou igualmente vestígios de várias estruturas fora dos núcleos residencial e produtivo, incluindo um tanque muito fundo (letra P na planta) a ocidente das ruínas, revestido no seu interior com cimento romano, e com os cantos em curva côncava, sendo muito provavelmente um reservatório para água, devido à sua localização bastante elevada em relação ao resto das ruínas. Descobriu igualmente os restos de um muro quase totalmente destruído a Oeste do tanque, não tendo avançado quaisquer hipóteses para a sua função. Também foi descoberta uma necrópole no Cerro das Alfarrobeiras, situada nas proximidades da Boca do Rio, e que que provavelmente faria parte da antiga povoação.
No sítio arqueológico situa-se igualmente um edifício industrial, construído sobre as ruínas romanas, e que servia de armazém para a Companhia de Pescas do Algarve.

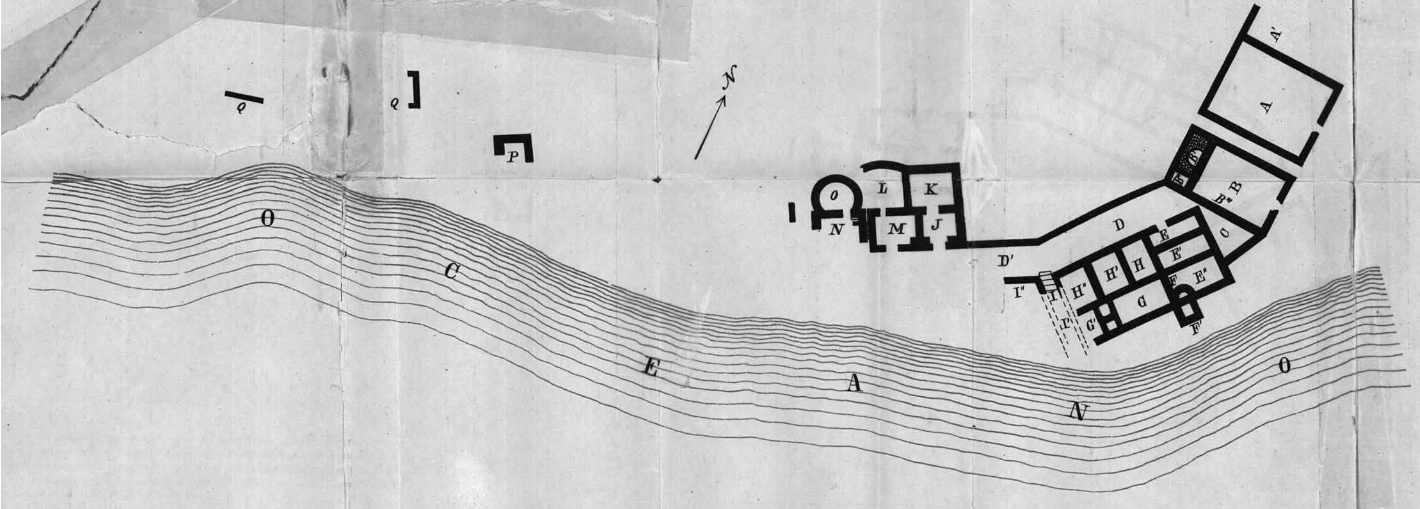
Planta das ruínas romanas da Boca do Rio, desenhada por Estácio da Veiga em 1878.

#### Parte residencial
A parte residencial (pars urbana), onde estava a villa estava situada na zona sul do complexo, mesmo na orla costeira, tendo sido por isso quase totalmente destruída pelo oceano. Da parte residencial foi encontrado o balneário, que tinha várias salas decoradas com mosaicos, tendo sido encontrados igualmente vestígios de pinturas murais.
Os dois armazéns sobre os alicerces romanos estão indicados com as letras A e B na planta de Estácio da Veiga, tendo a segunda 8,86 m de comprimento e 5,92 m de largura. Os dois edifícios estavam separados por um corredor com 1,5 m de largura. Perpendicular ao armazém oriental estava um muro com 11,5 m de comprimento (A'), que fazia parte de uma casa anexa. A Leste do muro e dos armazéns, Estácio da Veiga encontrou um grande número de ruínas cobertas de areia, que considerou serem possivelmente parte de uma povoação. Estácio da Veiga escavou o interior dos armazéns, tendo encontrado, no interior do edifício ocidental, uma piscina semi-circular de plano alto (B') na parede Leste, e a Sul da piscina um tanque de forma rectangular, revestido a mosaico (B''), que identificou como uma lavacra (Lavacrum). A piscina e a lacrava estavam anexas, formando um rectângulo com uma largura de 2,29 m. Dentro do edifício foram encontrados os vestígios de uma terceira piscina (B'''), com os cantos em curva côncava, e igualmente revestida a mosaico. Junto ao armazém B estava um compartimento de forma triangular revestido a mosaicos (C), com uma saída para o corredor (D). Este corredor, igualmente decorado de mosaicos, tinha 24,05 m de comprimento e 3,52 de largura, e dividia em duas partes o edifício do balneário, uma inferior junto à praia e outra superior. O balneário tinha sido em grande parte danificado pela acção do oceano, tendo Estácio da Veiga calculado a sua estensão, na frente marítima, de 86,67 m. Encontrou um grande número de pedras trabalhadas e fragmentos de paredes na praia, entre as ruínas e o nível do oceano, e muitos mais vestígios de edifícios eram visíveis enterrados na areia, em dias de tempestades. Com efeito, segundo a obra Corographia do Algarve, estes restos de edifícios submergidos foram vistos em 1715 e 1755.
O corredor D dava acesso para um conjunto de três compartimentos paralelos (D, D' e D''), o primeiro com um comprimento de 1,46 m e uma largura de 1,90 m, enquanto que o segundo era quase igual, tendo o mesmo comprimento e uma largura de 2,01 m. O terceiro compartimento também tinha o mesmo comprimento, mas era mais larga, com 2,90 m, e apresentava no seu canto Sul uma piscina de forma semicircular (F), num plano inferior ao da sala em que se inseria. Esta piscina estava paralela a uma outra, situava fora de casa e de forma quadrada, sendo ambas com um pavimento em cimento romano, e divididas por um muro. Mais a Sul estavam dois compartimentos (G e G'), divididos por duas piscinas quadradas, a do lado marítimo com 1 m de lado e a outra com 1,37 m. O compartimento G tinha 5,90 m de comprimento e 2,90 m de largura, enquanto que o G' tinha a mesma largura, mas era impossível computar o seu compartimento por estar quase totalmente destruída devido à acção do oceano. Entre as salas G e G' e o corredor D existiam três outros compartimentos paralelos (H, H' e H''), todos com 2,90 m de comprimento, tendo o primeiro 2,64 m de largura, o segundo 3 m de largura, e o terceiro 3,24 de largura, estando já parte das suas paredes danificadas pelo oceano. Do corredor D também saía uma escada (I) com 1,42 m de largura, que dava acesso a uma passagem (I') para o oceano, sendo o conjunto anexo aos compartimentos H'' e G'. Da escada ainda eram visíveis alguns degraus, um deles em pedra lavrada, enquanto que a passagem estava quase totalmente destruída. A partir deste ponto o corredor D fazia uma curva, de forma a alinhar com a parte ocidental do balneário, ficando com um lado directo para o mar, sendo delimitado por um muro (I''). Estácio da Veiga encontrou seis compartimentos nesta parte do balneário (J, K, L, M, N e O), formando a parte superior ao corredor D. A sala J media 3,96 m por 4,65 m e tinha um pavimento com mosaicos, enquanto que o compartimento K tinha acesso por uma porta central à antecedente, e tinha as mesmas dimensões e igualmente um pavimento de mosaico. Tanto as salas L e M tinham o pavimento já destruído, mas pela altura das suas paredes podia-se perceber a existência de um piso superior, sendo provavelmente Hipocaustos (Hypocaustum). A primeira tinha uma das paredes em ruína, tendo o outro lado cerca de 4 m, enquanto que a sala M tinha 4 m por 3,20 m. A sala N também tinha o pavimento destruído, e poderia ser outro hipocausto, enquanto que a O tinha uma forma em hemiciclo, sendo possivelmente um lacónico (Laconicum).

#### Parte produtiva e cais
A parte produtiva situava-se a Norte, e consistia em várias pequenas oficinas de salga, tendo sido organizada de forma típica para este tipo de estruturas, com as valas em redor de espaços abertos. Estas salgas estavam situadas perto de uma laguna formada pelas águas do mar, que desapareceu posteriormente, dando lugar a um paul. O complexo incluía igualmente uma estrutura portuária, provavelmente utilizada para escoar a produção das salgas, e composta por uma rampa e uma escadaria de acesso à água, e um grande cais em silharia de calcário, com uma extensão superior a 40 m, com pedras perfuradas que serviam para amarração de embarcações.

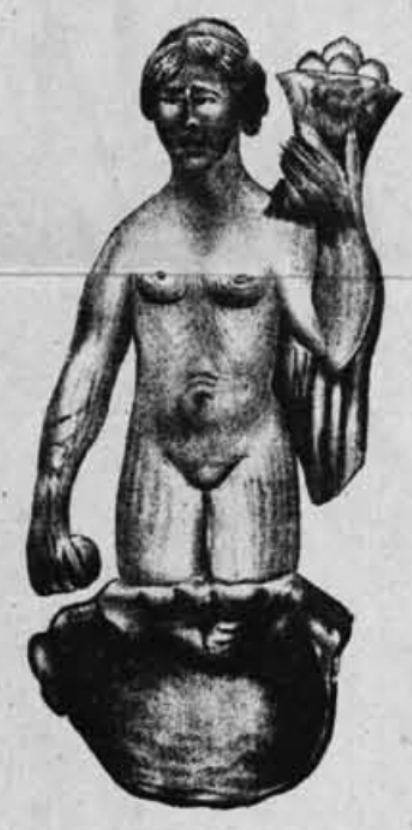
Estatueta de bronze encontrada por Estácio da Veiga na Boca do Rio, e que provavelmente representa a figura mitológica da abundância.

### Espólio
No local foi recolhida uma grande quantidade de peças do período romano, incluindo cerâmica, peças de vidro e metálicas e materiais de construção, Um dos fragmentos de telhão horizontal ainda apresentava a marca do fabricante G. AEMILI SCRIBONI.. Foram encontradas igualmente muitas moedas, incluindo algumas cunhadas durante o governo de Nero, entre 54 e 68, Honório, de 395 a 423, e um conjunto de mil numismas, compostas por médios bronzes do Baixo Império, cunhados principalmente durante os reinados de Constâncio, entre 305 e 306, e Honório e Arcádio, de 395 a 408. Em termos de cerâmica, encontram-se lucernas, contentores como uma dolia que ainda tinha vestígios no seu interior de produtos derivados de peixe, e ânforas, das quais algumas foram utilizadas para o transporte de azeite, e cerâmicas finas, em terra sigillata africana e peças estampadas cinzentas, originárias da Gália tardia.
Uma das peças mais significativas encontradas no sítio arqueológico foi uma pequena estátua em bronze, representando uma figura de pé, que estava parcialmente no interior de um contentor de bordo decorado, possivelmente uma cesta. A figura está nua, sendo de destacar a atenção dada ao pormenor dos cabelos, que estavam seguros por um diadema. Em cima do ombro direito tem um vaso com maçãs, segurado com uma mão, enquanto que a outra, no final de um braço estendido junto ao corpo, segura um vaso de fundo estreito. A figura tinha duas asas por debaixo dos ombros, já parcialmente partidas, e no fundo da cesta tinha um furo, talvez para colocar em cima de um pedestal. Estácio da Veiga especulou que a estátua podia ser um signum, ou a representação da deusa abundância, que era a protectora da riqueza. A estátua foi oferecida pelo redactor da Gazeta do Algarve, Augusto Feio Soares de Azevedo, a Estácio da Veiga. Foi igualmente descoberta uma estatueta de um cupido alado.
Grande parte do espólio da Boca do Rio foi exposto no Museu de Vila do Bispo.

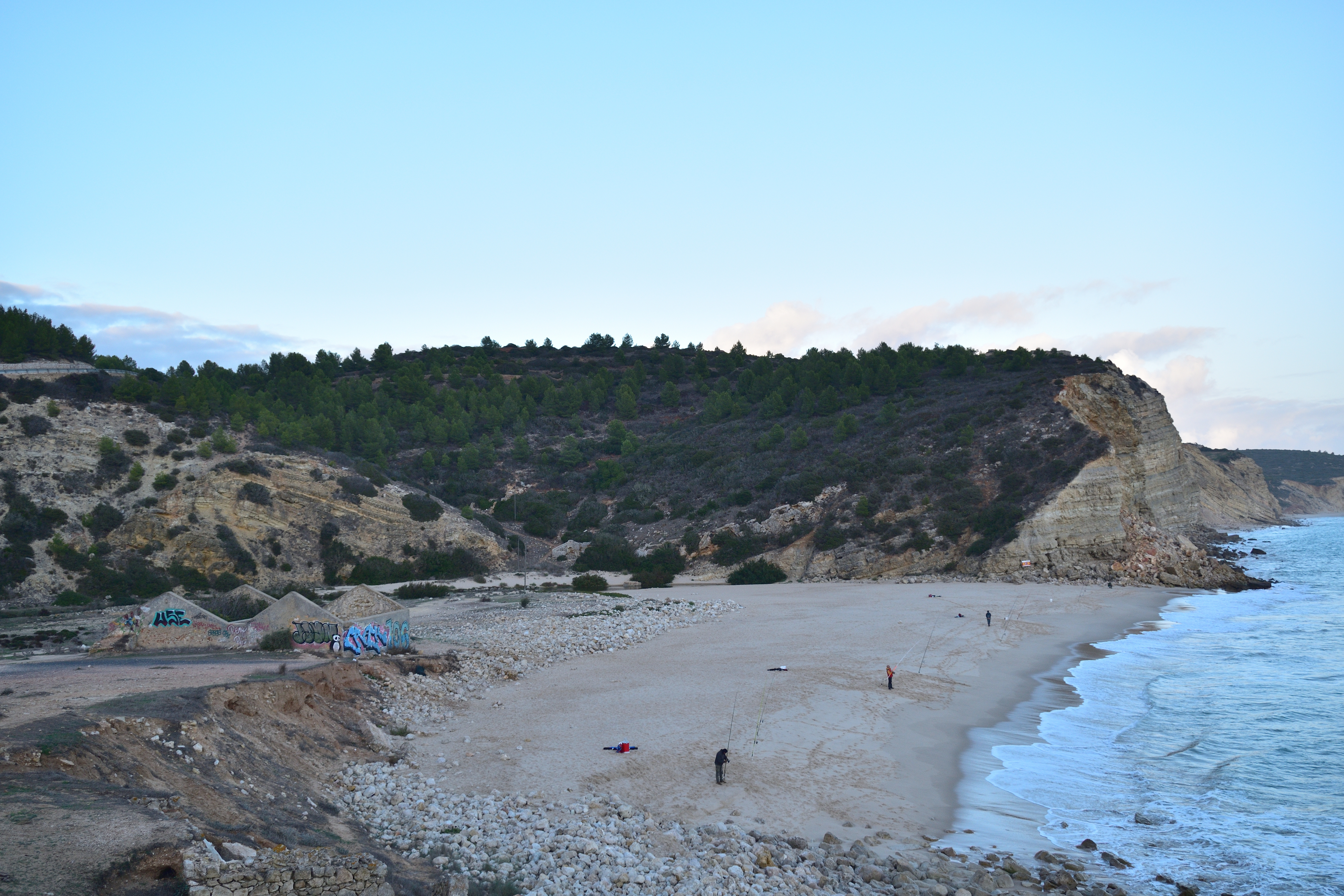
Praia da Boca do Rio, em 2019. Foram encontrados vestígios do paleolítico no extremo Leste da praia, ao fundo na fotografia.

## História

### Antecedentes e ocupação original
O sítio da Boca do Rio já era ocupado pelo menos desde o Paleolítico, tendo sido encontrados vestígios desse período na ponta Leste da praia da Boca do Rio. A necrópole do Cerro das Alfarrobeiras, situada junto à Boca do Rio, terá sido ocupada durante os períodos do Neolítico, da Idade do Bronze e romano.
O complexo da Boca do Rio foi ocupado a partir do século II d.C., com as salgas em si a funcionar principalmente desde os finais dessa centúria, tendo todo o complexo sido abandonado durante a primeira metade do século V. Este período insere-se no domínio romano da Península Ibérica. Nos princípios da ocupação do local, as águas do oceano penetravam pela terra na zona da Boca do Rio, gerando uma grande laguna, em cujas margens foram instaladas as oficinas de salga. No entanto, a zona passou por grandes alterações geográficas ao longo dos séculos, devido à acumulação dos sedimentos, que transformou um grande espaço ocupado pelo mar numa zona seca com apenas três pequenas linhas de água, modificação essa que poderá ter tido efeitos drásticos na ocupação romana. Os únicos vestígios existentes dessa laguna são o Paul da Boca do Rio e da Lontreira.
Historicamente, o sítio arqueológico está situado na região do Promontório Sagrado, com a ponta em Sagres, de acordo com a classificação do geógrafo romano Pompónio Mela na sua obra De Situ Orbis, embora tenha apontado apenas a existência de duas cidades naquela zona, Lacobriga (Lagos e Portus Hannibalis (Portimão). Estácio da Veiga descreveu a existência de ruínas romanas na zona em redor da Boca do Rio, incluindo um grande número de restos de edifícios e outras peças daquele período no Martinhal. Na Praia da Salema foram encontrados os fundos de cetárias, embora devido ao seu cimento provavelmente não terão sido romanos, podendo ter uma origem cartaginesa. Estácio da Veiga avançou que parte do material de cerâmica utilizado na construção da povoação romana da Boca do Rio poderá ter vindo das oficinas do Martinhal..

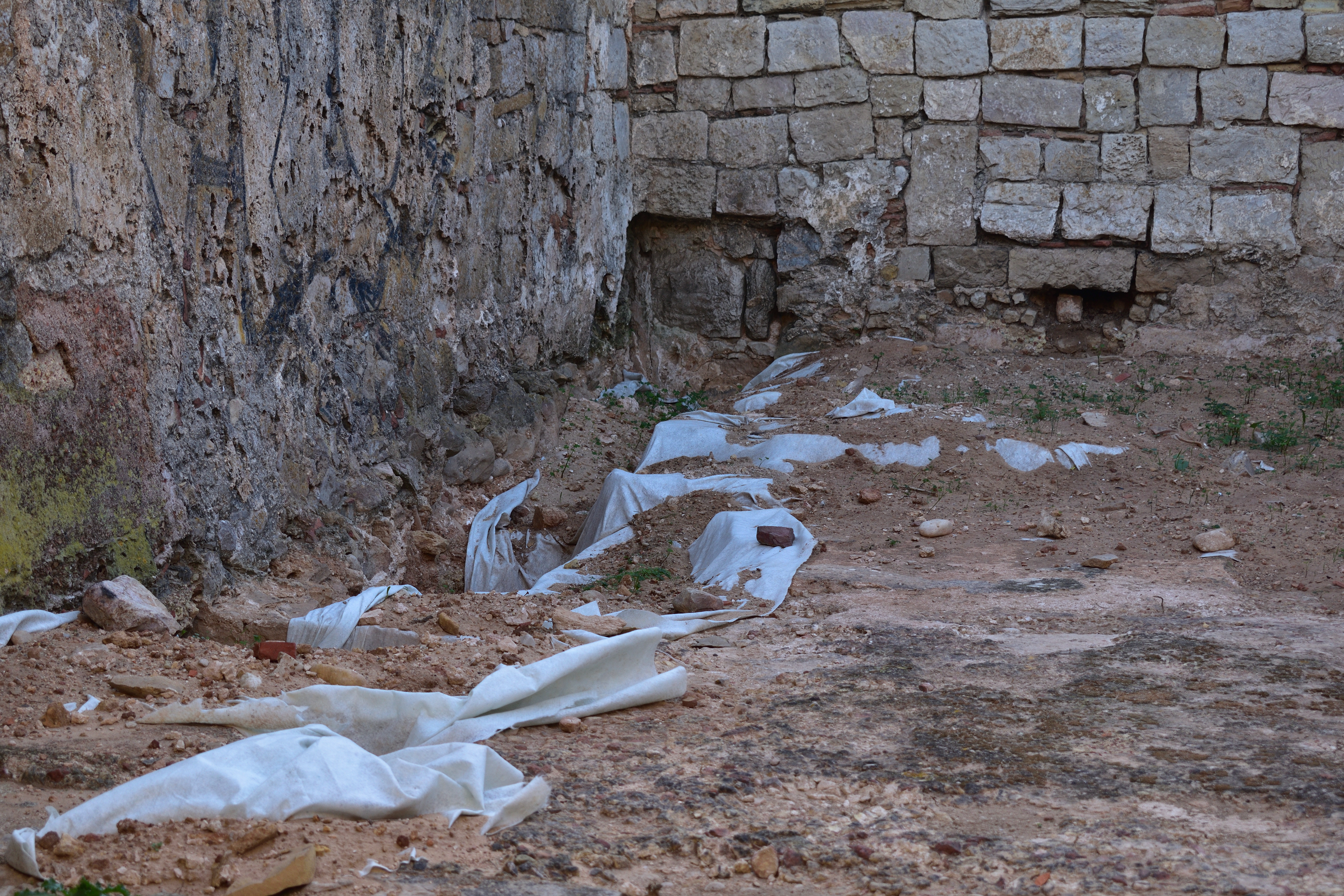
Armazém Sul em 2019, vendo-se os vestígios das escavações arqueológicas.

### Ocupação posterior
No século XVI, o sítio voltou a ser ocupado, desta vez por uma armação para a pesca do atum. Após o Sismo de 1755, iniciou-se uma terceira fase de ocupação, ainda durante o século XVIII. Durante este período, a Real Companhia de Pescarias do Algarve construiu os seus armazéns sobre os antigos balneários romanos, aproveitando as estruturas originais.

Carta Arqueológica do Algarve, publicada em 1878 por Estácio da Veiga. A Boca do Rio está identificada como local de vestígios da idade do ferro.

### Redescoberta

#### Primeiros relatos
Segundo Estácio da Veiga, as ruínas já eram conhecidas pelo menos desde o século XVIII, tendo encontrado diversas notícias de autores algarvios desse período, podendo ter sido descobertas na sequência do Sismo de 1755. Estácio da Veiga copiou uma descrição das ruínas da Boca do Rio da obra Corographia do Algarve, de Silva Lopes, esta própria copiada da Memória, provavelmente da autoria de Dimas Tadeu de Almeida Ramos, escritor e médico lacobrigense. Segundo o texto, «Na costa e meia legua a SE. está a fortaleza de Almadena feita no tempo de Filipe III, sendo governador do Algarve o Conde do Prado D. Luis de Sousa. Pelo ribeiro de agua doce que ali desagua na praia, entrou o mar no dia do terramoto por mais de meia legua, em altura de dez a doze varas, arrastando uns grandiosos médãos de areia, onde estavam cincoenta ferros dos mais pesados pertencentes á armação que ali se lança, os quais arrastou a mais de um quarto de legua pela terra adentro. Na resaca deixou descobertos na praia á borda da água, uns grandes e nobres edificios, de que não havia memoria, nem tradição. Não se póde determinar a sua extensão por estarem muito debaixo d'agua por uma parte, e na outra bate-lhes a maré: indicão porém ter sido de grande povoação, porque pelo lado da terra erão cingidos de um grosso muro de cantaria com outro de formigão ou taipa por dentro, e algumas meias paredes de ladrilho com repartimentos em quadro, continuando outros grandes e muitos alicerces. Para o nascente appareceu uma grande calçada por entre paredes de cantaria com porta de grades de ferro no fim, ao lado da qual se encontrou outra porta, com boca de forno de cozer louça, que parece de templo; e subterraneo e ao nivel da terra um grande tanque fundo com degráos, para o qual se encaminhavão tres canos por entre muitas paredes, descobertos por cima, e por baixo tem ladrilhos com grandes pastas de chumbo. Pela parte do mar ha grandes alicerces, paredes largas e compridas, rebocadas e pintadas de varias côres. Por este lado ha uma estrada para esse edificio fabricado em volta redonda, de boa pedraria, com suas columnas compridas de pedra marmore. Immediatos estão varios aposentos, cujo solo é fabricado de muitas pedrinhas quadradas de varias côres, e raras, tão bem conglutinadas, que custa a dividi-las. Em alguns reboques se descobrem algumas letras imperceptiveis; as que se acharão com mais clareza são as seguintes: TIROR - TIORIRA5. Pelos anos de 1715 se descobrio ali em outro impulso do mar um caes, junto a estes edificios, de boa cantaria, com grandes argolas; e agora tornou a apparecer. O mar deixou, onde era terra firme, um lago bastante largo, de que ainda não se averiguou o fundo; nem com a enchente nem com a vasante se descobre a menor alteração. Da outra parte do foz do rio para a nascente está immediata a dita fortaleza de Almádena, que não teve ruina consideravel.» Segundo Silva Lopes, Dimas Tadeu avançou a teoria que a povoação na Boca do Rio era de origem romana, devido à existência dos tanques e dos canos, que pareciam ser parte de um balneário, estrutura muito utilizada por aquela civilização, além da descoberta de letras latinas, e uma moeda de cobre de Nero. Dimas Tadeu também especulou que o nome da povoação romana seria Budea ou Bude, que poderia ser a origem do topónimo da aldeia de Budens, situada nas proximidades. O letreiro TIROR - TIORIRA5 foi investigado por Estácio da Veiga e por Emil Hübner, que não o conseguiram decifrar, podendo ter sido mal copiado da origem.
Esta teoria que a antiga povoação romana terá dado o nome à moderna aldeia de Budens também foi partilhada pelo pároco Ricardo Alvares Themudo, que em 1758 descreveu as ruínas da Boca do Rio como parte de um relato sobre os estragos causados pelo Sismo de 1755, e que foi coligido na obra Diccionario Geografico, preservado na Torre do Tombo: «na occasião do terramoto de 1755 junto á fortaleza de Almadena, sahindo o mar do seu curso lançando fóra as areias de hũa pequena praya q. havia junto a hũa limitada abertura por onde entra a maré, á qual chamam o rio da Almadena, se descobrirão fundamentos de avultada povoação, que continuava para a parte do mar, pois no abrir das ondas se divisavão a montes as pedras soltas de destruidos edificios que com o continuo dos tempos submergirão as aguas; e na pequena parte que perto das ondas as areias descobrirão vi, e observei muitas pedras de cantaria bem fabricadas, e principios de edificios, que ao parecer e modo guardavão a Povoação das innundações e marés naquelle tempo; e hoje se acha tudo coberto de terra como antes, e se prezume ter sido hũa antiga cidade de Buda, d'onde tomou esta freguesia de Budens, mas disto não vi escritos». O padre Luís Cardoso também acreditou que o nome de Budens vinha de uma povoação antiga, embora tenha avançado que a sua localização era a mesma da aldeia moderna: «Por baixo do logar de Budens, ao poente, havia uma torre antiga, do tempo dos mouros, em que hoje está um moinho de vento, em cujo sitio se diz foi a cidade de Bude nos tempos antigos». Estácio da Veiga desvalorizou ambas as teorias sobre a topologia de Budens, apontando em vez disso que tinha sido feita confusão com a cidade antiga de Budua, situada entre Elvii (Elvas) e Augusta Emerita (Mérida).

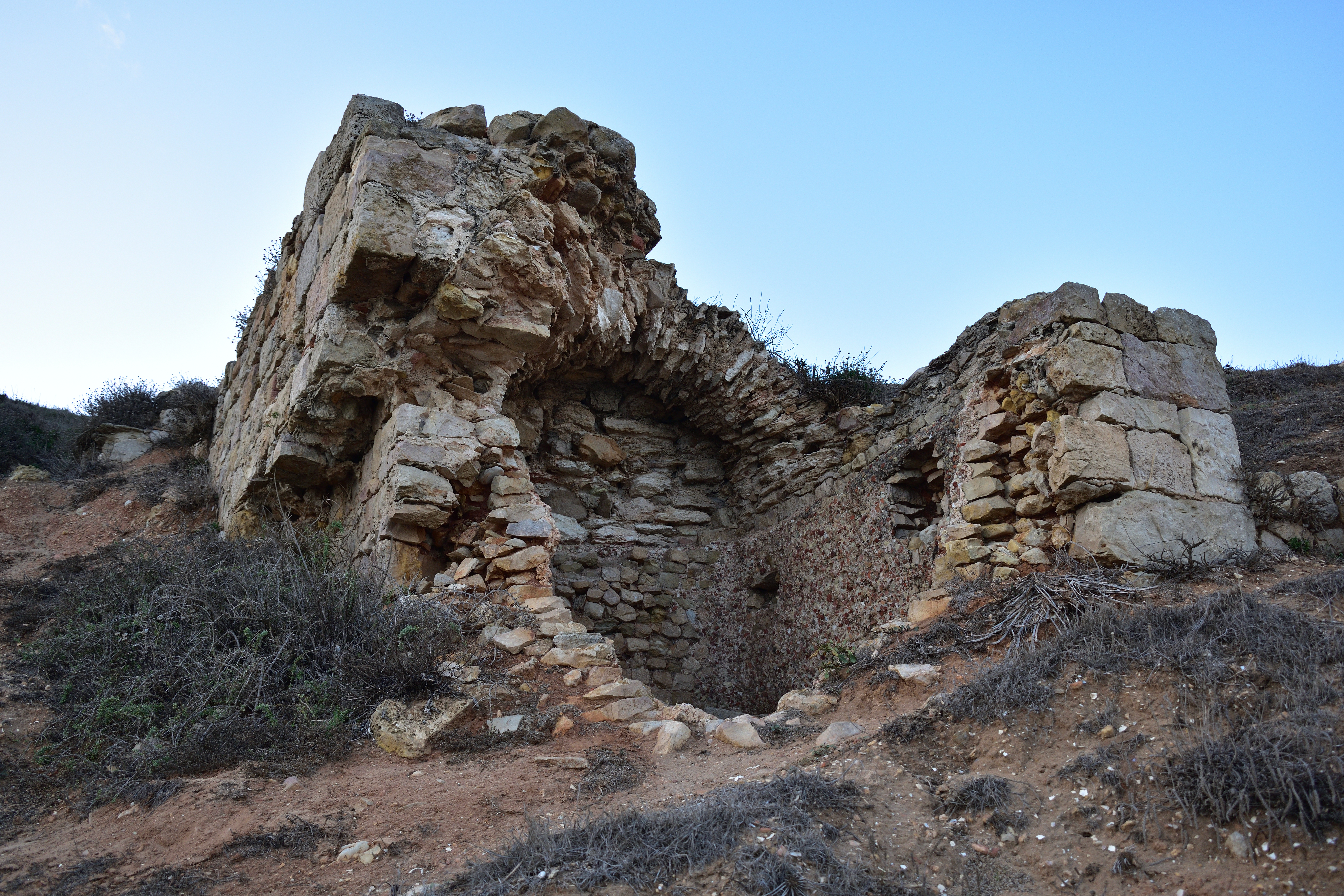
Parte das ruínas em 2019, que foi identificado como um possível forno.

#### Escavações arqueológicas
No entanto, apesar deste conhecimento anterior, as primeiras pesquisas arqueológicas só foram feitas a partir de 1878, por Estácio da Veiga. As escavações foram feitas de forma muito limitada, devido aos fracos recursos disponíveis, tendo apesar disso feito importantes descobertas, incluindo diversos edifícios com pavimentos de mosaicos, alguns deles em excelente estado de conservação. Nessa altura o estuário e a sua barra já estavam a passar por um processo de assoreamento, embora ainda se fizessem grandes plantações de arrozais no local. As ruínas da Boca do Rio foram depois investigadas por António dos Santos Rocha em 1896, José Formosinho em 1933, Abel Viana e Octávio da Veiga Ferreira em 1960, e Francisco Alves a partir de 1982. Em 30 de Outubro de 1960, o jornal Ecos do Algarve reportou que o espólio do Museu Regional de Lagos tinha sido ampliado com várias peças oriundas da Boca do Rio, nomeadamente fragmentos de peças de barro, de um tecto pintado e de mosaicos, que tinham sido recolhidos durante trabalhos arqueológicos feitos por José Formosinho e Jaime Murteira. Em 1977, as Ruínas lusitano-romanas da Boca do Rio foram classificadas como Imóvel de Interesse Público. Em 1991, Francisco Alves apresentou várias medidas para assegurar a preservação do sítio arqueológico, que nessa altura estava vedado. Por seu turno, na necrópole do Cerro das Alfarrobeiras foram feitos trabalhos de prospecção em 1987 e 1989.
Em 2004, foi noticiado que o grupo Vigia estava a ponderar a construção de uma marina na zona da Boca do Rio, planos que foram denunciados pelos ambientalistas. Em resposta a estas críticas, representantes da empresa confirmaram que possuía parcelas de terreno na Boca do Rio, mas que apenas tinham estudado várias hipóteses na área, sem terem feito planos concretos, e que não fariam quaisquer obras que tivessem um impacto negativo no ambiente da zona. Além da marina, este empreendimento também iria contemplar a construção de uma urbanização.
Em 2017, iniciou-se um ciclo de escavações arqueológicas nas ruínas da Boca do Rio, por parte das Universidades de Marburgo, Colónia e Aachen, em colaboração com a Universidade do Algarve. Estes trabalhos contaram com o apoio financeiro da autarquia de Vila do Bispo, tendo sido feitos no âmbito dum programa sobre a produção de molhos à base de peixe na Hispânia, financiado pela Fundação Alemã de Pesquisa. Também estiveram inseridos no programa Boca do Rio – um sítio pesqueiro entre dois mares, dirigido pelos professores João Pedro Bernardes, do Centro de Estudos em Artes, Arqueologia e Património da Universidade do Algarve, e Félix Teichner (de) da Universidade de Marburgo, e baseado no Centro de Acolhimento à Investigação – Núcleo de Investigação Arqueológica de Vila do Bispo. Este projecto envolveu igualmente vários alunos universitários, com o apoio da Associação Arqueológica do Algarve. Ainda em 2017, uma investigação geofísica do local redescobriu o porto, composto por pontão de calcário, com cerca de 40 m de comprimento, com pedras furadas para atracar barcos, uma rampa e degraus de acesso, que estava enterrado por debaixo das dunas. Este foi considerado na altura o porto romano em melhor estado de conservação em território nacional. Também foram encontradas valas com dois metros de profundidade, onde era produzido o garum. As várias pesquisas geofísicas, em conjunto com escavações no local, permitiram uma nova visão da organização e da complexidade do conjunto romano da Boca do Rio. Em Abril de de 2019, a Associação Arqueológica do Algarve organizou duas conferências em São Brás de Alportel, sobre os resultados das escavações na Boca do Rio. Em Maio de 2019, a autarquia de Vila do Bispo lançou a aplicação de telemóvel Bispo Go, com informações sobre cinco percursos turísticos no interior do concelho, tendo uma deles, a Rota da Boca do Rio, integrado a villa romana e a armação da pesca do atum na Boca do Rio.
Em Setembro de 2017, foi organizada uma conferência internacional sobre sismologia, parte do programa International Tsunami Field Symposium, cujos participantes visitaram a Boca do Rio, que é considerado um dos melhores sítios para estudar o Sismo de 1755, que devastou a cidade de Lisboa e grande parte da costa algarvia. No âmbito da visita, foram escavadas trincheiras, para ver os vários níveis de depósito sedimentar gerados pelo sismo, tendo sido recolhidas várias amostras estratigráficas para expor num futuro núcleo museológico na Vila do Bispo. Durante a conferência, a autarquia foi convidada para apresentar a comunicação A ocupação humana no paleoestuário da Boca do Rio pelos arqueólogos Ricardo Soares, da Vila do Bispo, João Pedro Bernardes e Felix Teichner. Em 21 de Abril de 2018, o município de Vila do Bispo organizou um passeio pedestre temático entre a aldeia de Budens e as ruinas romanas da Boca do Rio, no âmbito do Dia Internacional dos Monumentos e Sítios.

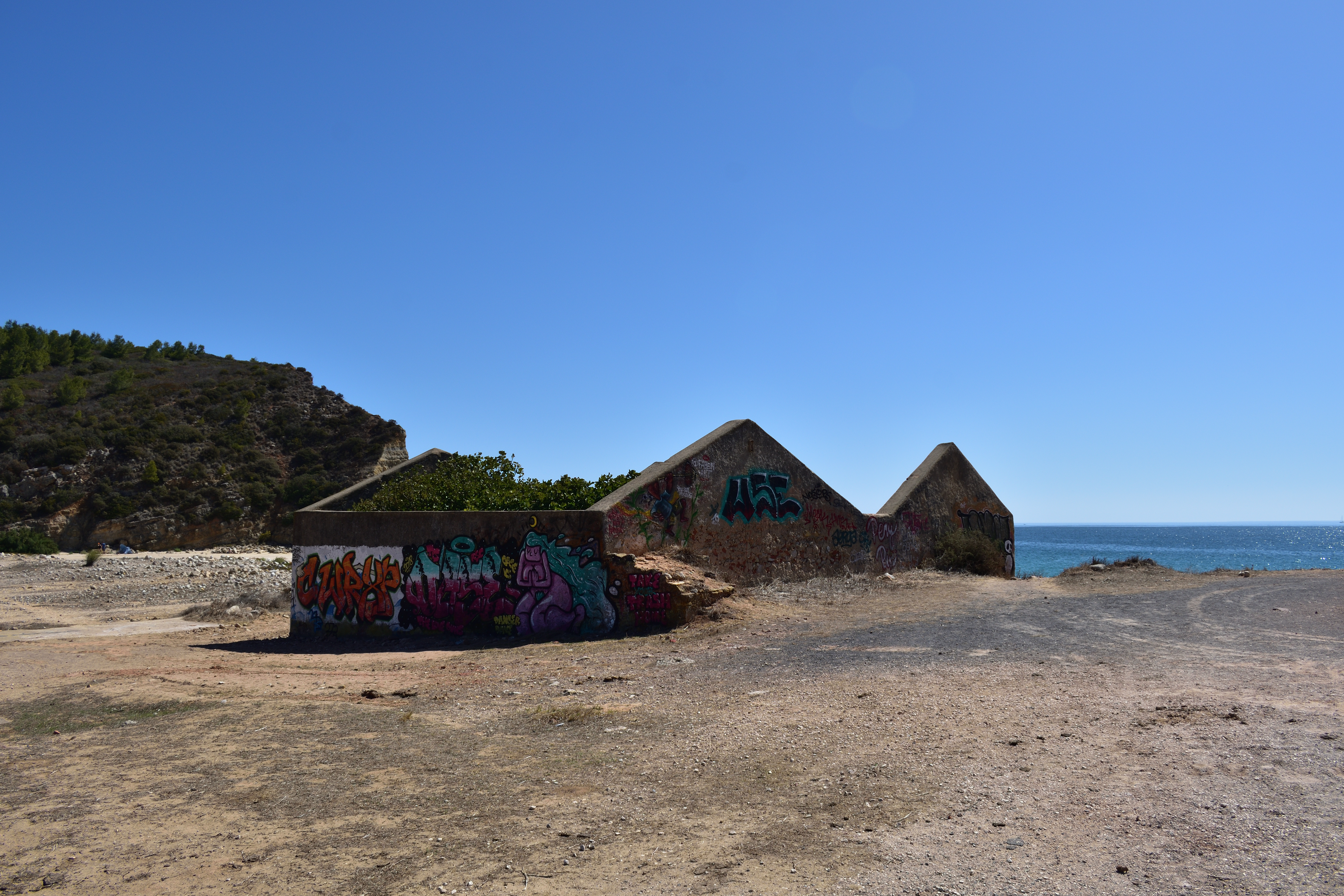
Ruínas do armazém da Companhia de Pescarias do Algarve, em 2019.